# Dolors Viladrich i Pascual
Dolors Viladrich i Pascual (Manresa, Bages, 12 de novembre de 1936-Girona, 17 d'octubre del 2010) va ser una compositora de sardanes.
De petita, en la seva família es respirava ambient musical amb la mare professora de piano i el pare instrumentista de saxo i clarinet. Tanmateix, fou la mateixa família que li recomana no seguir el camí de la música perquè eren temps difícils.
Els seus professors van ser Montserrat Rotllant, de piano, i David Martell i Jordi González d'harmonia. Després de compondre una havanera i una cançó de bressol com a complement dels exercicis a les classes d'harmonia, a partir de l'any 2000 començà a compondre sardanes assessorada per Marcel Artiaga, de la cobla Montgrins, amb qui perfeccionà els estudis d'instrumentació per a cobla.
El 27 de novembre de 2001, la Jovenívola de Sabadell va estrenar la seva primera sardana, Un sentiment, dedicada en record del seu fill. Tres anys més tard la seva sardana dedicada a la seva fillola, Anna Maria, va ser finalista de la Sardana de l'any. En el moment del seu traspàs tenia estrenades vint sardanes pel cap baix, i el 15 de març de 2008 havia presentat el seu primer compacte titulat Il·lusions al Teatre Conservatori de Manresa, amb la cobla Montgrins.
La compositora ballava a l'aplec de l'Escala el 16 d'octubre de 2010 quan va tenir un infart. Després de traslladar-la a l'hospital Trueta de Girona, va morir la matinada de l'endemà.
El compositor Francesc Juanola li dedicà la sardana El Pere i la Dolors.

## Obres
- Il·lusions CD (2008).[5]